# Isoplatoides quadripustulatus
Isoplatoides quadripustulatus är en stekelart som beskrevs av Girault 1927. Isoplatoides quadripustulatus ingår i släktet Isoplatoides och familjen puppglanssteklar. Inga underarter finns listade i Catalogue of Life.